# Broer Pieter Bernard Plantenga
Broer Pieter Bernard Plantenga (Den Helder, 11 mei 1870 - 1955) was de oprichter van het eerste consultatiebureau voor zuigelingen in Nederland. Hij was huisarts in Den Haag.
Plantenga doorliep het gymnasium en ging in 1890 geneeskunde studeren aan de Rijksuniversiteit Leiden. In 1896 behaalde hij zijn artsexamen, waarna hij assistent werd van Willem Nolen (1854-1939), hoogleraar inwendige geneeskunde en later rector magnificus (1906-1907). Plantenga verdedigde zijn proefschrift, waarin hij de waarde van het voedingsclysma behandelde, in mei 1898 in Freiburg im Breisgau.
Plantenga vestigde zich als huisarts aan de Regentesselaan 270 in Den Haag. Omdat in zijn tijd veel zuigelingen stierven voor hun eerste verjaardag, opende hij op 9 december 1901 het eerste consultatiebureau van Nederland. Dit "Consultation des nourissons" werd in een ander pand aan de Regentesselaan gevestigd. Daar kregen moeders dagelijks advies en extra melk, gesteriliseerd met apparaten van Soxhlet. Hij werd gesteund door de Haagse Vereeniging ter Bestrijding van de Zuigelingensterfte. Om de moeders te stimuleren borstvoeding te geven, loofde hij melkpremies uit. Hoewel hij veel deed voor de zuigelingenzorg, stond hij vooral bekend om zijn voedingsleer.
In 1940 stopte Plantenga met werken. Als afscheid kreeg hij een portret aangeboden, gemaakt door Roeland Koning. In 1950 publiceerde hij De voeding van de zuigeling op constitutionele basis.

## Afbeeldingen

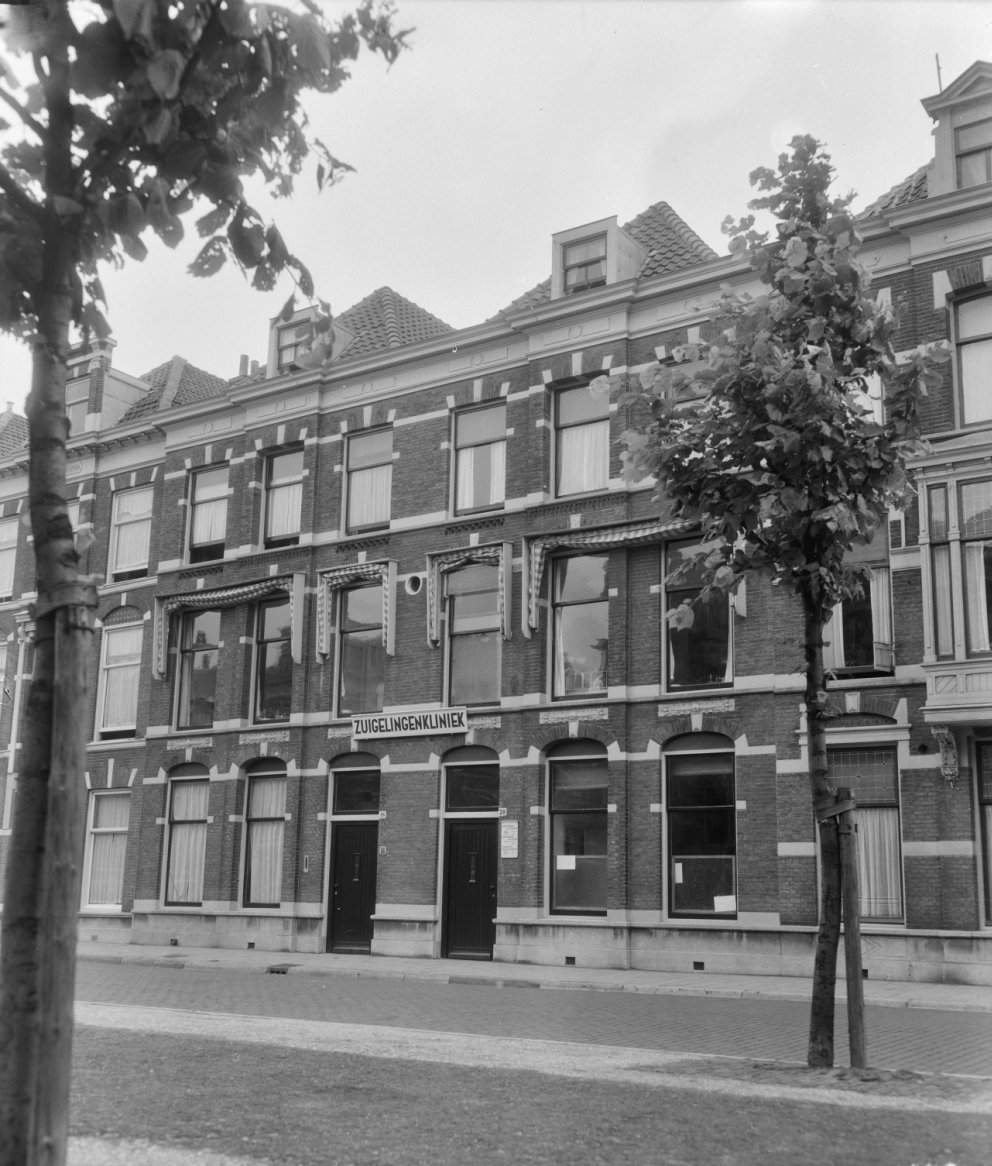
Het door Plantenga gestichte eerste consultatiebureau van Nederland aan de Regentesselaan in Den Haag.
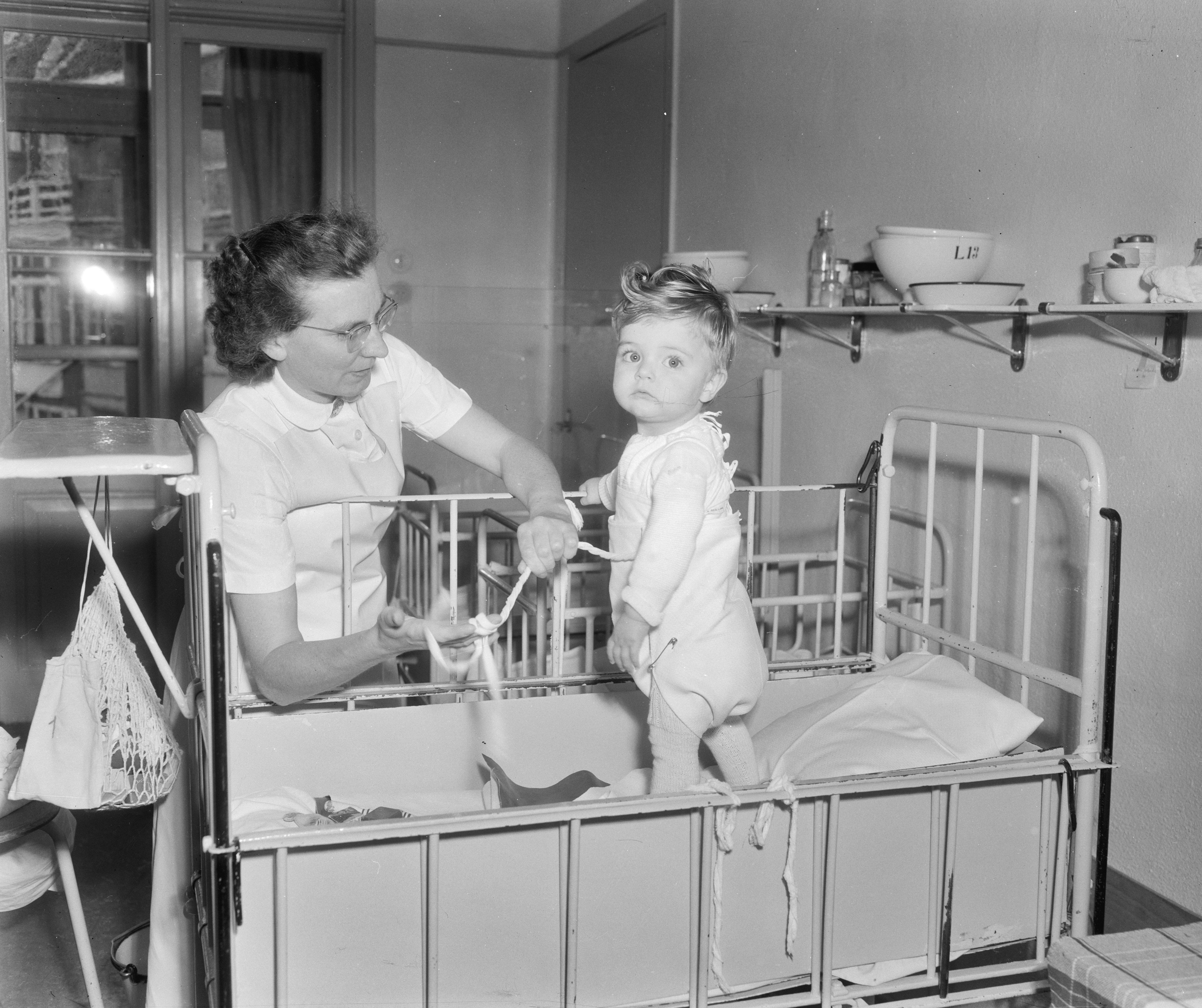
Een baby bij het consultatiebureau in 1954